# Torre de’ Busi

Gemeinde Torre de’ Busi in der Provinz Bergamo

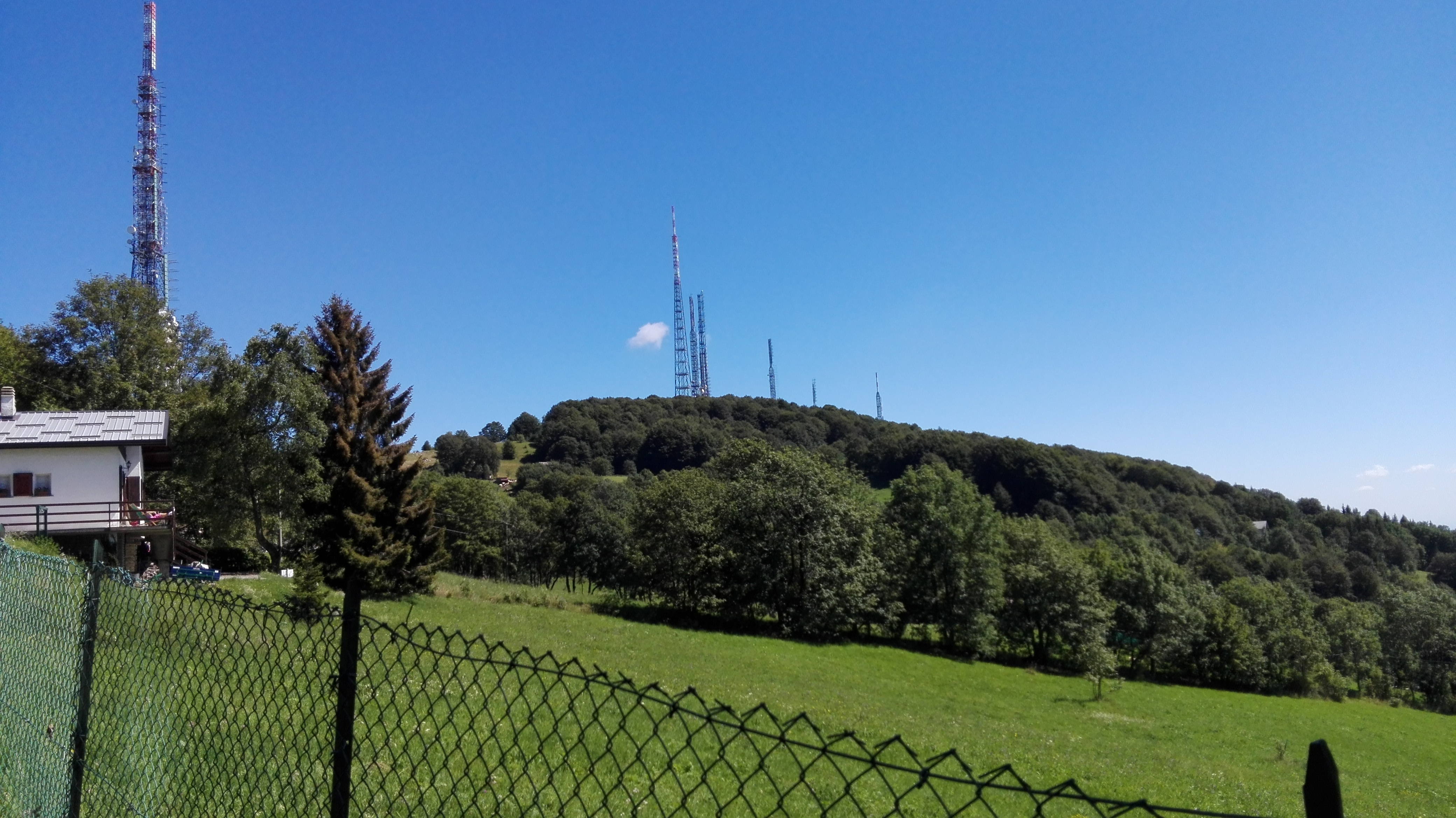
Funk-Repeater in Valcava

Torre de’ Busi ist eine Gemeinde mit 2255 Einwohnern (Stand 31. Dezember 2023) in der Provinz Bergamo in der italienischen Region Lombardei.
Von 1992 bis 2018 gehörte die Gemeinde zur Provinz Lecco.

## Geographie
Torre de’ Busi liegt etwa 27 km Nordwesten der Provinzhauptstadt Bergamo und 40 km nordöstlich der Millionen-Metropole Mailand.
Die Nachbargemeinden sind Calolziocorte, Caprino Bergamasco (BG), Carenno, Cisano Bergamasco (BG), Costa Valle Imagna (BG), Monte Marenzo und Roncola (BG).